# Corynaea crassa
Corynaea crassa ist die einzige Art der Pflanzengattung Corynaea in der Familie der Balanophoraceae. Sie ist ein Wurzelparasit an anderen Pflanzenarten und gedeiht in Bergwäldern des nördlichen Südamerikas.

## Beschreibung
Corynaea crassa ist ein gelb-brauner bis dunkelpurpurner, fleischiger Wurzelparasit. Die unterirdische, elliptische bis annähernd kugelförmige Knolle ist von unregelmäßig gelappter Gestalt mit kurzen, zylindrischen Auswüchsen, (selten ab 2,3) meist 4 bis 6 Zentimeter lang, meist 4 bis 8 (2,1 bis 10) Zentimeter breit und stärkehaltig. Aus jeder Knolle wachsen ein bis mehrere blattlose, kurz oder länglich zylindrische Stängel, die den Blütenstand tragen. Sie durchbrechen dabei das Außengewebe der Knolle, so dass sich am Ansatz jeden Stängels eine ring- oder scheidenförmige Struktur findet.
Der scheinbar unverzweigte Blütenstand ist annähernd kugelförmig bis elliptisch oder verkehrt-eiförmig. Jung ist er besetzt mit sechseckigen, schirmartigen, gestielten Tragblättern, die früh abfallen. Jeder Zweig ist eingeschlechtig oder zweigeschlechtig, in letzterem Fall sind die Blüten stark protogyn.
Die Blüten sind eingebettet in eine dichte Lage fadenförmiger, 1,8 bis 2 Millimeter langer Härchen. Die männlichen Blüten weisen einen zuerst röhrenförmigen, nach außen trichterförmig sich weitenden, dreifach gelappten oder unregelmäßig gekerbten Perianth auf, der 3,5 bis 5 Millimeter lang und bis zu 1 Millimeter breit ist, die zungenförmigen Lappen sind rund 1,8 Millimeter lang und 0,8 Millimeter breit. Die drei Staubblätter sind verwachsen, die sechs Fächer des Synandriums längs angeordnet. Die mittelgroßen, kugelförmigen Pollenkörner sind tricolpat und trinucleat. Die unscheinbaren weiblichen Blüten sind flachgedrückt und mit dem Fruchtknoten verwachsen, sie weisen zwei kurze verbreiterte lippenähnliche Segmente auf. Es sind zwei 1 bis 1,2 Millimeter lange Griffel vorhanden, die Narben sind kopfig. Die Früchte sind kleine Achänen und enthalten jeweils einen Samen.

## Vorkommen
Corynaea crassa gedeiht in Bergwäldern in Höhenlagen von 1250 bis 3600 Metern. Sie kommt von Costa Rica bis Bolivien sowie im nordwestlichen Venezuela vor.

## Systematik
Die Erstbeschreibung von Corynaea crassa erfolgte 1856 durch Joseph Dalton Hooker.
Von Corynaea crassa gibt es zwei Varietäten:
- Corynaea crassa Hook.f. var. crassa
- Corynaea crassa var. sprucei (Eichl.) B.Hansen: Mit eindeutig dreigelapptem Perianth bei männlichen Blüten.

## Nachweise
1. 1 2 3 4 5   Bertel Hansen: Balanophoraceae. In: Flora Neotropica, Band 23 - Balanophoraceae, S. 41–45.